# مذكرات طالب: قوانين الأخ الأكبر
مذكرات طالب: قوانين الأخ الأكبر (بالإنجليزية: Diary of a Wimpy Kid: Rodrick Rules)‏ هي رواية كوميدية تهكمية للأطفال والمراهقين، من تأليف الكاتب جيف كيني. وهو الكتاب الثاني من سلسلة روايات « مذكرات طالب »، والتي صدر منها أكثر من 10 روايات. بطل الرواية هو الطفل غريغ هيفلي الذي بيدأ مرحلة المدرسة الإعدادية ومحاولة التأقلم مع مدرسته الجديدة.
تم تجسيد الرواية بفيلم يحمل نفس الاسم، وتم اصداره.

## مصادر

غلاف النسخة الإنجليزية الأصلية